# 여성 바깥요도조임근
여성 바깥요도조임근(external sphincter muscle of female urethra), 또는 여성 외요도괄약근은 여성의 배뇨를 조절하는 근육이다. 이 근육의 섬유는 두덩뼈의 아래쪽 가지 가장자리에서 양쪽으로 일어난다. 근섬유들은 요도 앞의 두덩활을 가로질러 요도와 질 사이를 지나면서 반대쪽의 바깥요도조임근 섬유와 섞인다.
'Urethrovaginal sphincter'('sphincter urethrovaginalis')라는 용어는 때때로 질에 인접한 부분의 바깥요도조임근을 가리키는 데 사용된다. TA: A09.5.03.006F, FMA: 30439
또한 'compressor urethrae'는 일부 출처에서 별개의 인접한 근육으로 간주된다. TA: A09.5.03.005F, FMA: 30438

## 기능
바깥요도조임근은 자율신경계의 지배를 받는 속요도조임근과 함께 오줌이 나가지 않도록 유지하는 데 도움이 된다. 바깥요도조임근을 지배하는 신경은 오누프핵에서 시작하여 척수신경 S2-S4를 통과해 온 음부신경이다. 음부신경은 근육에 시냅스하여 바깥요도조임근을 수축시킨다. 즉 바깥요도조임근은 속요도조임근과 다르게 몸신경계의 지배를 받기 때문에 소변이 나가는 걸 수의적으로 막는다.
배뇨는 바깥요도조임근의 수의적인 이완으로 시작된다. 이는 다리뇌배뇨중추에서 발생하여 내림그물척수신경로(descending reticulospinal tract)를 통해 이동하는 신호가 오누프핵에 있는 몸신경계 뉴런을 억제하면서 촉진된다.

## 같이 보기
- 남성 바깥요도조임근
- 항문올림근

## 참고 문헌
이 문서는 현재 퍼블릭 도메인에 속하는 그레이 해부학 제20판(1918) page 431의 내용을 기초로 작성된 글이 포함되어 있습니다.